# Vojvodina Avstrija
Vojvodina Avstrija, vojvodina Svetega rimskega cesarstva ter pozneje kronska dežela Avstrijske monarhije.
Ob vojvodini Avstriji se obravnavajo tudi dežele, ki so jim vladali avstrijski vojvode v personalni uniji, ali drugače, obravnava se vladavina avstrijskih vojvod v srednjem veku.
Leta 1156 je cesar Friderik I. Barbarossa povzdignil mejno grofijo Babenberžanov v dedno vojvodino Avstrijo. Leta 1192 so Babenberžani zavladali še v vojvodini Štajerski in kmalu za tem dosegli višek svoje vladarske moči; leta 1246 je njihov rod izumrl. V boju za babenberško dediščino je novi nemški kralj Rudolf I. Habsburški premagal češkega tekmeca Otokarja II. Přemysla in leta 1282 zagotovil svoji rodbini poleg vojvodine Avstrije še vojvodino Štajersko in grofijo Kranjsko. Tudi ambiciozni Rudolfov sin Albert I. si je leta 1298 priboril nemško krono. Po njegovi smrti pa je vrsta porazov zmanjšala prestiž avstrijske vladavine, a svoja ozemlja so širili še kar naprej. Potem ko sta sinova Alberta I. pridobila vojvodino Koroško, so njegov vnuk Rudolf IV. in Rudolfovi bratje avstrijskim deželam priključili grofijo Tirolsko in ustvarili povezavo do habsburških matičnih posesti med Švico in Švabsko, ki so jih začeli imenovati Prednja Avstrija.
Potem pa je leta 1379 prišlo med brati do delitve avstrijskih dežel, najprej na dva potem na tri in štiri dele. Medsebojni prepiri so slabili avstrijske dežele. V zavezništvu s sosednjo Češko, ki ji je vladala rodbina Luksemburžanov, sta lepo uspevali edino obdonavski avstrijski deželi, Zgornja in Spodnja Avstrija. Leta 1438 je njun vojvoda Albert V. po tastu Sigismundu Luksemburškem podedoval krono rimsko-nemškega (kot Albert II.), krono madžarskega in krono češkega kralja, a je že naslednje leto umrl. Zapustil je še nerojenega sina, ki je postal ujetnik svojega skrbnika in tedanjega staroste habsburške rodbine, vojvode Friderika V. Ta je bil leta 1440 izvoljen za nemškega kralja in leta 1452 v Rimu kronan za cesarja Friderika III. Preživel je vse svoje protiigralce in po mnogih zapletih in presenetljivih preobratih ponovno združil avstrijske dežele in jih obranil pred zunanjimi sovražniki.

## Uvod (mejna grofija)
Ime Ostarrichi se prvič pojavi v starih listinah cesarja Otona III. v letih 996 in 998, in sicer za mejno grofijo - marko na vzhodni bavarski meji (ozemlje ob Donavi in južno od nje med pritokoma Ybbs in Traisen), ki jo je leta 976 podelil cesar Oton II. Babenberžanu Luitpoldu oz. Leopoldu I. (vladal 976-994). Marka se je v naslednjih desetletjih širila in krčila v bojih s sosedi (Madžari, Čehi) in z bolj ali manj srečnimi zavezništvi avstrijskih mejnih grofov v burnem času investiturnih bojev. Leopold II. (1075-95), četrti naslednik Leopolda I., je z neprestanim menjavanjem zaveznikov marko skoraj izgubil. Njegov sin Leopold III. (1095-1136) je bil bolj odločen; potem ko je spoznal, da je glavna ovira za sklenitev miru med papežem in cesarjem osebnost cesarja Henrika IV., je podprl njegovega upornega sina, kasnejšega cesarja Henrika V. Leta 1106 se je poročil z njegovo sestro Nežo, kar je močno povečalo ugled Babenberžanov in jim prineslo bogato doto, kar se da sklepati iz velikih gradenj (samostan Klosterneuburg z veliko grofovsko rezidenco v njegovi soseščini, cistercijanski samostan Heiligenkreuz). Pa tudi grof sam je znal trdo in premišljeno uveljavljati svoje interese in ob koncu vladanja mu je uspelo pridobiti celo oblast nad Dunajem. Ob izumrtju salijske cesarske družine so ga nemški knezi uvrstili med kandidate za cesarja, a je kandidaturo odklonil in se še naprej posvečal svoji deželi. Bil je priljubljen pri ljudeh in je leta 1663 postal celo svetnik spodnjeavstrijskih dežel.
Leopolda III. je nasledil njegov tretji sin Leopold IV. (1136-41). Zanj je bilo pomembno, da so nemški knezi njegovega staufovskega polbrata leta 1138 izbrali za nemškega kralja Konrada III. Konrad je svojemu welfskemu tekmecu za kraljevi naslov, Henriku Ponosnemu, odvzel vojvodino Bavarsko in jo dodelil v fevd Leopoldu IV. S tem so se Babenberžani vpletli v staufovsko-welfski dinastični boj z negotovim izidom. Naslednik Leopolda IV., njegov starejši brat Henrik II., Jazomirgot (1141-77) je poskusil odnos z Welfi umiriti tako, da se je poročil z vdovo Henrika Ponosnega, Jero, ki pa je kmalu po poroki umrla. Henrik II. v vojaških konfliktih s sosedi ni imel uspehov, udeležba na križarskem pohodu pa mu je prinesla poroko z bizantinsko princeso Teodoro Komneno, ki je rodbini odprla nove možnosti in jo povezala z bizantinsko kulturo.

## Vladavina Babenberžanov

### Avstrija postane vojvodina
Novi nemški kralj in cesar Friderik I. Barbarossa je nameraval končati spor z Welfi in je leta 1156 vrnil vojvodino Bavarsko svojemu bratrancu Henriku Levu. Babenberžanom se je (po dolgotrajnih pogajanjih) za odvzem Bavarske oddolžil tako, da je njihovo mejno grofijo povzdignil v vojvodino in nanjo z listino privilegium minus vezal vrsto posebnih pravic. Listina med drugim vojvodi in njegovi ženi zagotavlja dedno nasledstvo po sinu ali hčeri, če pa potomcev ne bi bilo, lahko sama izbereta naslednika. Henrik II. je tedaj prestavil svojo rezidenco na Dunaj.
Ko je leta 1180 ponovno prišlo do odkritega spora med cesarjem Friderikom Barbarosso in Henrikom Levom, je v vojvodini Avstriji vladal sin Henrika II., Leopold V. (1177-94). Cesar je Henriku Levu odvzel vojvodini Saško in Bavarsko. Ob tej priložnosti je vojvodina Avstrija pridobila del današnjega območja Mühlviertel. Vojvodino Bavarsko, zmanjšano za ozemlje Štajerske, je cesar dodelil rodbini Wittelsbachov. Štajerska je bila povzdignjena v samostojno vojvodino in dodeljena rodbini Otokarjev, ki so imeli svojo mejno grofijo v Travenski krajini (Traungau s središčem v Steyru). Ker pa je bil štajerski vojvoda Otokar I. neozdravljivo bolan in ni mogel pričakovati potomstva, je avgusta 1186 prišlo na Georgenbergu ob Aniži do sestanka med Otokarjem I. in Leopoldom V., ki so se ga udeležili tudi številni avstrijski in štajerski plemiči in predstavniki samostanov, na katerem je Otokar I. prepustil nasledstvo v vojvodini Štajerski Babenberžanom. Dogovor je bil zapisan v vrsti listin, ki sestavljajo t. i. georgenberški ročin (Georgenberger Handfeste), od katerega sta ohranjeni dve listini: prva zagotavlja pravice štajerskim plemiškim vazalom in druga obravnava položaj deželnih samostanov. Cesar je naslednje leto dogovor potrdil.

### Personalna unija vojvodine Avstrije in vojvodine Štajerske
Leta 1192 je Otokar I. umrl in novi cesar Henrik VI. je vojvodino Štajersko podelil v fevd Leopoldu V.
Ta se je malo prej vrnil s tretje križarske vojne (med katero je umrl cesar Friderik Barbarossa), kjer je sodeloval s Filipom II. Francoskim in Rihardom I. Angleškim, Levjesrčnim. S slednjim je Leopold V. prišel v spor ob zavzetju mesta Akke (Rihard je dal odstraniti avstrijsko bojno znamenje, grb ali zastavo, z nekega osvojenega stolpa), na kar se je avstrijski vojvoda umaknil s križarskega pohoda. Dogodek je postal pomemben leta 1191, ko se je Rihard Levjesrčni vračal v Anglijo preko avstrijskega ozemlja in je bil v dunajskem predmestju razpoznan in prijet. Leopold V. je zanj zahteval ogromno odkupnino in jo tudi dobil. Uporabil jo je za nove gradnje v mestih in utrdbah ter za financiranje dunajske kovnice, kjer so začeli kovati znameniti dunajski pfening. Vojvoda si je z dejanjem nakopal papeževo izobčenje, katerega je bil rešen šele na smrtni postelji.
V nasprotju z določilom georgenberške pogodbe je Leopold V. z oporoko vojvodini spet ločil: vojvodino Avstrijo je zapustil starejšemu sinu Frideriku I. (1194-98), visoko izobraženemu knezu, vojvodino Štajersko pa mlajšemu sinu Leopoldu. Potem ko je Friderik padel na križarskemu pohodu, je obema vojvodinama zavladal Leopold VI. (1194/98-1230). Njegovo vladanje velja za najsrečnejše in najuspešnejše babenberško obdobje.
Leopold VI. se je poročil z bizantinsko princeso Teodoro, vnukinjo cesarja Izaka II. Angela, vendar je njuna zveza izgubila na političnem pomenu, ko so križarji leta 1204 v četrti križarski vojni zavzeli Konstantinopel. Bil je pristaš Staufovcev, kralja Filipa Švabskega, in se je leta 1212 pridružil vstaji kasnejšega cesarja Friderika II. proti welfskemu cesarju Otonu IV. Bil je naklonjen cerkvi, kar dokazujejo številna njegova dejanja: ustanovitev in bogata opremljenost cistercijanskega samostana Lilienfeld (okrog 1206), obnova kartuzije Jurklošter (1209), ostro odzivanje na porajanje raznih (krivo)verskih sekt (katari, valdežani); dalje udeležba na pohodih proti južnofrancoskim albanežanom in španskim muslimanom (1212) ter v Sveto deželo in Egipt (1217). Podpiral je nemški viteški red in nove beraške rodove. Poskušal je zgraditi deželno cerkev, pri čemer pa mu ni uspelo uveljaviti nove škofije na Dunaju.
Dosledno je gradil in krepil svojo vojvodsko oblast in omejeval moč plemstva. Z dedovanji, odvzemi in nakupi je prišel do posesti nekdaj zelo pomembnih rodbin. Posebno je bil naklonjen mestom, ki so se hitro razvijala. Dunaj se je v njegovem času razširil do obsega, ki ga je ohranil daleč v novi čas.
Oblast je širil tudi na območja zunaj svojih vojvodin. Leta 1229 je s poroko svojega sina Friderika z dedinjo grofov Andech-Meran, Nežo, prišel do njihovih posesti v kasnejšem Innviertlu (Särding, Ried) in na Kranjskem in se s svojimi ozemlji približal Jadranskemu morju. Od gospodov Castella je kupil fevd Pordenone.
Svojo hčerko Margareto je poročil z nemškim kraljem Henrikom (VII.), sinom cesarja Friderika II. Leta 1230 je posredoval v mirovnih pogovorih med cesarjem in papežem Gregorjem IX. v San Germainu (sedaj Cassino).

### Pot navzdol
Leopolda VI. je nasledil dvajsetletni sin Friderik II., Bojeviti (1230-46), ki ob veliki osebni energiji in vojaški hrabrosti ni imel pravega občutka za politiko. Poročen z Nežo Andech-Meran se je imenoval tudi gospod Kranjske (dominus Carniolae). Kmalu po začetku njegovega vladanja je prišlo do zarote ministerialov, ki jo je zatrl in razrušil gradove upornikov (Aggstein, Dürnstein, Weitra). Sledila je vrsta različnih, malo uspešnih spopadov s sosedi, Bavarci, Čehi, Madžari. Tudi odnos s cesarjem Firderikom II. se je vse bolj krhal. Neprestani konflikti z okolico so pripeljali leta 1235 na dvornem zboru v Mainzu do pritožbe proti njemu, v kateri so se poenotili predstavniki mest, plemstva, duhovščine in celo njegova mati Teodora. Na zboru, ki se ga vojvoda, kot običajno, ni udeležil, mu je cesar izrekel izključitev iz pravnega reda (Reichsacht). Friderik Bojeviti se je zatekel v Dunajsko Novo mesto in v utrdbo Starhemberg. Dunaj se je obrnil proti njemu in cesar je mesto za to nagradil s statusom cesarskega mesta (1237).
Med tem pa so ponovno izbruhnili boji med lombardsko zvezo in papeštvom in cesar je pohitel posredovat v Italijo, kar je Frideriku Bojevitemu omogočilo, da je hitro ponovno osvojil svoja ozemlja. Območje ob Aniži pa je tedaj ohranilo delno neodvisnost od Dunaja (svojega vrhovnega sodnika), oblikovalo se je delno samostojno "ozemlje ob Aniži", kasnejša Zgornja Avstrija s središčem v Linzu, medtem ko je Dunaj postal središče Spodnje Avstrije in vojvodova rezidenca.
Z vzhoda pa se je približala Avstriji nova nevarnost: Mongoli so razdejali ruske kneževine in zavzeli Poljsko in Madžarsko. Friderik Bojeviti je izkoristil stisko sosedov in je zavzel njihova obmejna območja, naseljena pretežno z nemškim prebivalstvom, ki pa jih po nenadnem umiku Mongolov ni mogel dolgo obdržati.
Junija 1246 je Friderik, po uspešnem spopadu s češko vojsko južno od reke Thaye, padel v boju z Madžari ob reki Leithi. Po njem je rodbina Babenberžanov ostala brez moškega naslednika.

## Bojevanje za dediščino Babenberžanov
V lisitini privilegium minus, ki je urejala nasledstvo v vojvodini Avstriji, je bilo predvideno tudi dedovanje po ženski liniji. Tako sta postali po Friderikovi smrti za poroko zelo zanimivi obe živeči Babenberžanki, Friderikova sestra Margareta in njegova nečakinja Jera, hči Friderikovega umrlega brata Henrika. Jera se je leta 1246 poročila s češkim princem Vladislavom Přemyslom, ki pa je že februarja 1247 umrl. Tudi njena naslednja poroka s Hermanom Badenskim ni bila uspešna; kneza v deželi niso sprejeli in tudi on je umrl že leta 1250. Istega leta sta umrla še cesar Friderik II. in njegov istoimenski vnuk iz zakona med cesarjevim prvim sinom, nemškim kraljem Henrikom (†1242), in Margareto.

### Država Otokarja II. Přemysla
Ker so Avstrijo ogrožali Madžari, je avstrijsko plemstvo vse upe položilo v češkega prestolonaslednika, kasnejšega kralja Otokarja II. Přemysla. Energični in častihlepni princ se je jeseni 1251 pojavil v Avstriji in se v februarju 1252 poročil s precej starejšo ovdovelo Margareto. Kmalu je bil vsesplošno sprejet.
Toda tudi Jera ni mirovala. Poročila se je s sorodnikom madžarskega kralja in se kmalu spet ločila, a Madžarom je to zadostovalo za začetek nasledstvenega bojevanja. Mir v Budimu, sklenjen s papeževim posredovanjem, je leta 1254 začasno prekinil bojevanje: Otokar je dobil Avstrijo s Travensko krajino (Traungau) in z območjem Pitten, Madžari pa preostalo Štajersko. Vendar so se po nekaj letih štajerski plemiči madžarski oblasti uprli. Na pomoč jim je priskočil Otokar in skupaj so pri Groißenbrunnu premagali Madžare. Ti so se leta 1261z mirom na Dunaju odpovedali Štajerski v Otokarjevo korist.
Prvotno priljubljeni vojvoda je uveljavljal svojo oblast dokaj brezobzirno. Kmalu se mu ni zdelo več potrebno spoštovati dinastičnih občutkov prebivalstva; dosegel je razveljavitev zakona z Margareto, ki je bil brez otrok, in se poročil z veliko mlajšo Kunigundo Halicz, sorodnico madžarskega kralja. Trdo je nastopil proti visokemu plemstvu in se pri tem oprl na nižje plemstvo, duhovščino in meščane. Pomembne službe je razdelil Čehom in Moravcem. Prišlo je celo do obsodb in usmrtitev. Škof salzburškega stolnega kapitla je postal Otokarjev nečak Vladislav (1265-70). Otokar je bil ponovno uspešen v spopadih z Madžari. Njegov spanheimski bratranec Ulrik III. (†1269), ki je bil brez potomcev, mu je zapustil Koroško in Kranjsko; dediščino je moral Otokar z vojsko uveljaviti proti Ulrikovemu bratu Filipu. Leta 1272 je dobil tudi oblast nad Furlanijo in s tem praktično obvladoval tudi Oglejski patriarhat. Njegova vladavina je segala od Sudetov do Jadranskega morja.

### Spopad z Rudolfom I. Habsburškim
Otokarju je osvajanje ozemelj uspevalo zaradi kaotičnih razmer, ki so vladale v Nemčiji po izumrtju rodbine Staufovcev. Močni vladar si je želel tudi položaj nemškega kralja, na katerem pa bi volilni knezi in papež Gregor X. raje videli človeka, ki bi bil bolj odvisen od njih. Zato so na volitvah septembra 1273 izvolili na videz skromnega grofa Rudolfa Habsburškega, ki pa se je kmalu izkazal kot vojaško sposoben in k cilju usmerjen voditelj. Takoj se je lotil omejevanja Otokarjeve moči. Ko je ta zamudil zahtevano obnovo fevdnih odnosov in se ni odzval na poziv nürnberškega sodišča, je odredil zanj začasno izključitev iz pravnega reda (Acht) in leto kasneje dokončno izključitev (Aberacht). Med ljudstvom so sovražno razpoloženje proti Otokarju širili beraški menihi. Vendar je bi Otokar zaenkrat varen znotraj svojega ozemlja.
Leta 1276 se je Rudolf povezal z Madžari; na njegovi strani so bili tudi spodnjebavarski vojvoda Henrik, nadškof Salzburga in goriška grofa Majnhard IV. Goriški (II. Tirolski) in Albert. Takoj ko so zavezniki vdrli v Avstrijo, Štajersko in Koroško, je večina domačega plemstva in mest zapustila Otokarja; ta se je brez boja podredil in se odpovedal avstrijskim deželam. Češka in Moravska sta mu bili ponovno podeljeni v fevd. Rudolf je v avstrijskih deželah vpeljal nov deželni red, ugoden za plemstvo, in tudi mestom je pustil dosežene privilegije. Dunaju je potrdil status cesarskega mesta.
Ko pa so volilni knezi spoznali, da si namerava Rudolf babenberško dediščino prisvojiti, so se odvrnili od njega. Tudi Otokar je spet navezal stike s tistim delom plemstva v avstrijskih deželah, ki mu je bil še naprej naklonjen; na njegovo stran je stopil tudi vojvoda Spodnje Bavarske. Prišlo je do ponovnega spopada. To pot je bila Otokarjeva vojska večja od Rudolfove. Bitko na Moravskem polju pri Dürenkrautu, polno preobratov, je v avgustu 1278 odločil Rudolf v svojo korist s spretno vključitvijo rezervne enote v pravem trenutku. Otokarja so na begu ubili osebni sovražniki. Mir, sklenjen pod predsedstvom salzburškega nadškofa, je Habsburžanom potrdil razpolaganje z avstrijskimi deželami. Dvojna poroka med otroki Rudolfa in Otokarja naj bi pomagala zgladiti nasprotja med rodbinama.

## Vladavina Habsburžanov
Volilni knezi so pustili Rudolfa Habsburškega v boju z Otokarjem na cedilu, zato se mu po zmagi ni bilo treba kaj dosti ozirati nanje. Že z mirom leta 1276 si je zagotovil alodialne posesti Babenberžanov. Njihovi sorodniki, ki so še imeli pravico dedovanja, so se ji odpovedali za ustrezno odškodnino. Uspešno se je potrudil tudi za cerkvene fevde in leta 1282 izpeljal podelitev Avstrije, Štajerske in Kranjske v fevd svojima sinovoma Albertu I. in Rudolfu II.. Ker pa se volilni knezi niso strinjali z dvojnim vladanjem, je junija 1283 Albert sam postal gospodar dežele. Majnhard II. Tirolski je leta 1286 kot nagrado za zavezništvo dobil v fevd vojvodino Koroško.

### Kraljevina Alberta I.
Albert I. (1292-1308, kralj od 1298) se je takoj pokazal kot močan in odločen vladar. V Avstrijo je pripeljal vse polno ljudi iz habsburških matičnih ozemelj, ki so zavladali na dunajskem dvoru. Hitro je rešil mejne probleme z Bavarsko. Izkoristil je nesoglasja med sloji na Dunaju in mestu odvzel status samostojnosti. V svojo korist je uredil spor s salzburškim nadškofom glede posesti in pravic v dolini Aniže. Ukrotil je nepokorne madžarske plemiče na madžarski strani Leithe, ki so skušali ustanoviti svoje kraljestvo.
Nasprotniki Habsburžanov so ob smrti Rudolfa I. (1291), videli priložnost, da jim pridobljeno odvzamejo. V soglasju s papežem Nikolajem IV. so se povezali: kralja Madžarske in Češke, vojvoda Spodnje Bavarske, grof Savoje, knežji nadškofi Salzburga, Ogleja in Konstance, lombardska mesta in tudi že Švicarska konfederacija. Albertu I. in njegovemu zavezniku, Majnhardu II. Tirolskemu, naj bi, skupaj s številnimi nezadovoljneži v njunih deželah, odvzeli njuni vojvodini. Madžarski kralj Andrej III., ki je imel najmočnejšo vojsko, je vdrl v Avstrijo in povzročil veliko opustošenje. Albert se je rešil s hitro sklenitvijo miru in z odpovedjo vsem zahtevam, ki jih je imel do madžarske strani. Češki kralj se je pod vplivom žene, Albertove sestre, umaknil iz zveze. To je Albertu in Majnhardu omogočilo, da sta upore plemičev v svojih deželah z vojsko zadušila. Albert je gradove upornih plemičev porušil, salzburškega škofa pa zadovoljil z novimi privilegiji.
Volilnih knezov pa Albert ni mogel pridobiti na svojo stran. Leta 1292 so izvolili za nemškega kralja šibkega grofa Adolfa Nassavskega. Ta je v prizadevanju, da bi si pridobil deželno posest v Turingiji, prišel v konflikt z volilnimi knezi, ki so menili, da mu kraljevi naslov lahko tudi vzamejo. Šest volilnih knezov je leta 1295 za protikralja izvolilo vojvodo Alberta, ki je doma ravnokar zadušil ponoven upor plemstva in ki je bil edini dovolj močan, da kraljevi naslov tudi uveljavi. Albert je odločilno zmagal v konjeniški bitki pri Göllheimu (1298) v Renskem palatinatu, v kateri je Adolf padel. Albert se je v Aachnu pustil ponovno izvoliti za kralja, to pot je bil izvoljen soglasno.
Albert je dal Avstrijo in Štajersko v fevd svojima sinovoma in se z notranjimi upravnimi reformami po francoskem vzoru lotil utrjevanja svoje kraljevine. Odločno je nastopil v odnosih s sosedi, proti francoskemu in češkemu kralju, za priznanje kraljevega naslova s strani papeža Bonifacija VIII. pa je moral omejiti svoje pristojnosti v Italiji. Leta 1306 je po umoru zadnjega češkega kralja iz rodbine Přemyslov, Venčeslava III., vdrl na Češko in uveljavil izvolitev svojega sina Rudolfa III. za češkega kralja. A ta je umrl že leto kasneje. Albertu nasprotna češka stranka je izvolila za kralja koroškega vojvodo Henrika, sina Albertovega nekdanjega zaveznika Majnharda II. Tirolskega. Kralj Albert je odpotoval v matične habsburške dežele, da bi zbral denar in vojsko za pohod na Češko. Tam ga je maja 1308 pri prehodu čez reko Reuß umoril nečak Ivan Švabski (sin Rudolfa II.), ki mu je Albert preprečeval, da bi ustanovil novo, svojo habsburško vejo. Umor je zaustavil snovanje nemške kraljevine na temelju močne dinastije. V Avstriji je ponovno izbruhnila vstaja proti habsburški oblasti.

### Obdobje Albertovih sinov
Po Albertovi smrti sta skupaj zavladala Albertova starejša sinova Friderik I., Lepi in Leopold I. Za nemškega kralja je bil izvoljen Henrik VII. Luksemburški, ki je nekaj časa okleval s potrditvijo habsburških fevdov, ko pa so se njegovi rodbini odprle možnosti za pridobitev Češke, se je povezal s Habsburžani. Urejene razmere s kraljem so bratoma omogočile, da sta obračunala z uporniki v svoji deželi. Podprla sta kralja Henrika pri zavzetju Češke, s tem pa sta se zapletla v boj s Henrikom Koroškim in z Wittelsbachi. Ob sklenitvi miru sta pridobila Savinjsko dolino, ki je bila priključena Štajerski. Nesrečno pa se je iztekel njun poskus pridobitve regentstva na Spodnjem Bavarskem: leta 1313 je Ludvik, vojvoda Zgornje Bavarske, premagal vojsko Habsburžanov in Madžarov pri Gammelsdorfu na Zgornjem Bavarskem. Kmalu po tem porazu, sta Habsburžana izgubila bitko pri Morgartenu (1315) proti Švicarski konfederaciji, ki si je s to zmago dokončno utrdila svoj položaj.
Izguba prestiža ob teh porazih je bila toliko usodnejša, ker je luksemburška stran po smrti kralja Henrika VII. ob pomanjkanju primernega svojega kandidata na volitvah novega nemškega kralja podprla wittelsbaškega kandidata proti habsburškemu, starejšemu bratu Frideriku Lepemu. Na volitvah knezi niso bili enotni, več glasov so dali Ludviku Bavarcu; med glasovi so bili nekateri sporni in tudi večinsko pravilo še ni bilo uveljavljeno, zato je moralo priti do odločitve na bojnem polju. Leta 1322 je bil Friderik Lepi v bitki pri Mühldorfu premagan in ujet. Na posredovanje papeža Janeza XXII. je bil izpuščen in leta 1325 je prišlo do pogodbe, po kateri naj bi oba kralja vladala skupaj. Temu pa so nasprotovali volilni knezi. V nadaljnjih pogajanjih je bil Ludvik nekaj časa celo pripravljen odpovedati se kroni, a papež, ki je želel videti na prestolu francoskega kralja, tudi Friderika ni bil pripravljen priznati. Leta 1326 je umrl Leopold, ki je bil dejansko vodilna sila habsburške politike. Friderik se odtlej ni več vključeval v politiko, čeprav je obdržal naslov sokralja.
Friderik Lepi velja za prvega Habsburžana, ki se je počutil Avstrijca. V njegovem času se je za vladavino Habsburžanov pojavilo poimenovanje dominium Austriae, kar kaže, da so na vojvodino Avstrijo začeli gledati kot na glavno habsburško deželo.
Po smrti Friderika Lepega sta zavladala skupaj njegova mlajša brata Albert II. (1330-1358) in Oton (†1339). Z Ludvikom Bavarcem sta sklenila dogovor, s katerim sta mu priznala kraljevi položaj, od katerega so se morali Habsburžani za nekaj časa posloviti. V tajnem dogovoru s kraljem sta si brata zagotovila nasledstvo na Koroškem in Kranjskem v primeru izumrtja tam vladajoče rodbine. To se je zgodilo pet let kasneje, ko je umrl Henrik Koroški. Njegova hči Margareta, ki se je kasneje poročila s kraljevim sinom Ludvikom I. Brandenburškim, je uspela obdržati Tirolsko.
Albert II., ki je po smrti brata zavladal sam, se je v skrajno težavnih okoliščinah izkazal za preudarnega, k miru usmerjenega vladarja. V wittelsbaško-luksemburškem sporu za Tirolsko je ohranil nevtralnost. Kljub naravnim nesrečam, ki so se v njegovem času kar vrstile (kobilice in slaba letina 1338, velike poplave 1340 in 1342, potres 1348, dotlej najhujša kuga 1348-49), je uspel s smiselnimi ukrepi povečati prihodke. Na Koroškem in Kranjskem je vpeljal nov deželni red. Na potovanjih po deželi je iskal in našel osebni stik z ljudstvom. Cesar Karel IV. Luksemburški mu je podelil privilegium de non evocando; njegovim podrejenim niso mogla več soditi tuja sodišča, tudi cesarsko ne. Navsezadnje pa se je zapletel tudi v vojaški spopad (1352), v katerem ni uspel preprečiti, da bi se Luzern in Zürich priključila Švicarski konfederaciji. Albert II. je zapustil štiri sinove, od katerih je bil ob njegovi smrti samo devetnajstletni Rudolf sposoben aktivnega vladanja.

### Obdobje Rudolfa IV. in njegovih bratov
Dve leti preden je Rudolf IV. (1358-65) zavladal, je cesar Karel IV. izdal zlato bulo, s katero je volilne kneze povzdignil nad ostale kneze. V tekmovanju za naslov nemških kraljev so Luksemburžani z bulo dobili prednost pred svojimi tekmeci, Wittelsbachi in Habsburžani, ki niso bili vključeni v volilni kolegij. Rudolf IV. se je odzval na način, ki v starem veku ni bil redek: dal je izdelati ponaredek petih starih listin in jih predstavil kot originalne listine cesarjev Henrika IV., Friderika I., Friderika II. ter nemških kraljev Henrika (VII.) in Rudolfa I. Habsburškega; prva naj bi vsebovala tudi domnevno dobesedne tekste domnevnih privilegijev Julija Cezarja in cesarja Nerona, namenjenih Avstriji. Francesco Petrarca, največja humanistična avtoriteta tistega časa, je antične tekste takoj razglasil za ponaredke. Z drugimi teksti so se dokončno nehali ukvarjati šele v 19. stoletju.
V domnevni listini Friderika Barbarosse je bil njegov originalni tekst iz listine privilegim minus (1156) uporabljen za podelitev veliko obsežnejših privilegijev, od tod tudi naziv listine: privilegium maius. Tekst daje vojvodini Avstriji prednost pri prejemanju fevdov in vladarskih simbolov, pri izrekanju dokončno veljavnih sodb; določala je dedovanje po zaporedju rojstev, v stiski tudi po ženski liniji i.t.n.; priložnostno je bil v listini omenjen tudi naziv "nadvojvoda", ki ga je Rudolf IV. takoj uporabil.
Cesar Karel IV. se je na listino odzval z njemu lastno mirnostjo in stvarnostjo; nekatere točke je bil pripravljen upoštevati, druge ne (njegove pripombe so ohranjene). Prvi naslednji cesar avstrijskega rodu, Friderik III., je privilegij potrdil leta 1442 in leta 1453, drugič s pristankom volilnih knezov; s tem je listina postala zakon Svetega rimskega cesarstva. V nadaljevanju dogodkov listina ni imel takšnega pomena, kakršnega ji včasih pripisujejo. Kasnejši Habsburžani so se redko sklicevali nanjo. V zgodovini je vedno odločala realna moč.
Rudolf IV. je ves čas vladanja skrbel za povečevanje gospodarske osnove države. Ni priznaval tradicionalne oprostitve dajatev za plemstvo in duhovščino. Prizadeval si je za svobodno konkurenco, a cehe, ki jih je ukinil, so nasledniki spet dopustili. Ni želel, da bi Dunaj zaostajal za Prago. Gradnje v mestu in priseljevanje je pospeševal z davčnimi olajšavami; leta 1365 je ustanovil univerzo in začel z gradnjo nove vzdolžne ladje Štefanove cerkve.
Odnos med samozavestnim vojvodo in cesarjem, njegovim tastom, je bil dolgo časa spremenljiv. Občasni konflikti so ponehali s skupnim nastopom proti Wittelsbachom v boju za Tirolsko. Leta 1364 sta sklenila celo dedno pogodbo, v kateri sta se zavezala, da bosta imela v mislih združitev avstrijske, češke in madžarske krone (podoben dogovor je Rudolf sklenil že prej z madžarskim kraljem Ludvikom Velikim).
Rudolf IV. si je po smrti Majnharda, bolehnega sina Margarete Koroške in Ludvika I. Brandenburškega, zagotovil podporo mest in nadškofov Brixna in Trenta in pri cesarju Karlu IV. dosegel, da mu je Tirolsko podelil v fevd. S tem je postal gospodar cestne povezave med Nemčijo in Italijo. Pri Goriških grofih, ki so bili šibki v naslednikih, pa si je zagotovil pravico dedovanja njihovih posesti.
Rudolf je umrl komaj petindvajsetleten. Nasledila sta ga mlajša brata Albert III. (1365-95) in Leopold III. (1365-86), ki sta nekaj časa vladala skupaj. Najprej sta (s pomočjo cesarja in briksenškega nadškofa) obranila Tirolsko pred poskusom Wittelsbachov, da bi jim jo (s pomočjo Madžarov) spet iztrgali. Potem sta nadaljevala delo Rudolfa IV. s konsolidacijo habsburških posesti na Kranjskem, v Istri, Furlaniji in Južni Tirolski, kjer sta podedovala nekatere razdrobljene posesti izumrle veje Goriških grofov. V letih 1363 in 1375 jima je uspelo kupiti gospostvi Neuburg ob Renu in Montfort-Feldkirch v Predarlski in s tem olajšati povezavo do staro-habsburških posesti, ki so jih začeli imenovati Prednja Avstrija. Svojo oblast pa sta razširila še dlje proti zahodu: meščani mesta Freiburg im Breisgau, ki so odkupili svoje mesto od nadrejenih jim grofov, so se podredili Habsburžanom, tem pa je cesar potem podeli v fevd še grofijo Breisgau. Freiburg in Breisgau sta ostala še stoletja avstrijski trdnjavi ob zgornjem Renu.

### Delitev avstrijskih dežel
Potem pa je starejši, preudarnejši brat popustil pritiskom mlajšega, bolj vihravega in pristal na delitev ozemlja. Po pogodbi v samostanu Neuberg septembra 1379 je dobil starejši Albert III. oblast v Zgornji in Spodnji Avstriji s Salzkammergutom, a brez Dunajskega Novega mesta in grofije Pitten; to so bila bogatejša območja, ki so lahko računala tudi na dohodek od tranzita po Donavi. Leopold III. je dobil ostalo razsežno ozemlje: Štajersko, Koroško, Kranjsko, Tirolsko in Prednjo Avstrijo ter nove pridobitve na jugu, ob Jadranu. Dogovorila sta se za medsebojno dedovanje v primeru izumrtja ene veje in za sodelovanje, ki pa je bilo potem v praksi redko. Leopoldinci so v naslednji generaciji svoja ozemlja ponovno delili.
Položaj Leopoldovih ozemelj je zahteval aktivno politiko do vseh sosedov. Med beneško-genovsko vojno se je pod njegovo zaščito zatekel dotlej benečanski Trst (1382), kateremu je priznal avtonomijo. Neuspešen pa je bil na Švabskem, ki jo je poskušal politično združiti pod habsburškim vodstvom. Prišel je v konflikt s Švicarsko konfederacijo in padel v spopadu pri Sempachu (1386). Albert je skušal položaj reševati, a je bil tudi poražen in se je moral sprijazniti z izgubo ozemelj.
Po Leopoldovi smrti je Albert prevzel skrbništvo nad njegovimi sinovi, kar je pomenilo za kratek čas tudi boj umirjeno in enotno upravljanje avstrijskih dežel.

### Albertinci
V rodu Albertincev je po Albertu III. trikrat očetu sledil edini sin (Albert IV., Albert V. in Ladislav); leta 1457 je veja izumrla. Albertinci so vladali kot zavezniki močnejše sosede, luksemburške dinastije.
Albert IV. (1395-1404) je bil umirjen in pobožen vladar, a se je v nasledstvenem sporu med sinovoma Karla IV. priključil vojnemu pohodu proti Venčeslavu, tam zbolel in sedemindvajsetleten umrl. Zapustil je mladoletnega sina; skrbništvo nad njim in vladanje v obdonavski Avstriji je pripadlo stricem iz leopoldinske veje.
Albert V. (1404/1411-1439) je, potem ko se je rešil "skrbništva" stricev (posredovati so morali deželni stanovi), začel prav uspešno: uspelo mu je zagotoviti deželni mir, urediti finance in posodobiti sodstvo. Leta 1421 se je poročil s hčerko cesarja Sigismunda Luksemburškega in Barbare Celjske, Elizabeto. Sodelovanje s Sigismundom ga je zapletlo v husitske vojne. Zaradi domnevnega povezovanja husitov z judi (čeprav so tudi husiti napadali jude) je prišlo na Dunaju do preganjanja judov (tokrat s podporo vojvode); na sototine judov je izgubilo življenje, mnogi verjetno tudi zaradi konfiskacije njihovega premoženja. Prihajalo je do procesov proti krivovercem. Sigismund je Albertu prepustil v obrambo pred husiti Moravsko in mu jo leta 1423 dal v fevd. V naslednjih letih, ko so se boji na Češkem že končali in se preselili severno od Donave, je bilo veliko žrtev med avstrijskim prebivalstvom. Zaradi pomanjkanja vojakov je bilo vpoklicanega veliko prebivalstva (od tedanje obrambne organiziranosti je avstrijsko severno obmejno območje razdeljeno na četrti - Viertel), pomagali so si tudi z najemniki iz Češke. 
Ko je češki državni zbor leta 1436 priznal Sigismunda za kralja, se je ta lahko vrnil na Češko. Decembra 1437 je umrl in vso svojo oblast prenesel na Alberta. Albert je bil januarja 1438 izvoljen za madžarskega kralja, marca za rimsko-nemškega kralja Alberta II. in junija za češkega kralja. Naslednje leto je na Madžarskim pripravljal obrambo proti Turkom, tam zbolel in umrl. Žena Elizabeta je že po njegovi smrti rodila sina Ladislava, ki je dobil vzdevek Posthumus Po kraljevi zadnji želji je skrbništvo nad njim prevzel vojvoda Friderik V. iz notranjeavstrijske podveje Leopoldincev, skupaj s kraljico in devetimi svetovalci.

### Leopoldinci
Leopold III. je ob svoji smrti leta 1386 zapustil štiri mladoletna sinove: Viljema, Leopolda IV., Ernesta in Friderika IV. Po smrti strica Alberta III. (1395), njihovega regenta, sta se starejša brata sprla in leta 1396 svoje ozemlje razdelila: Viljem je dobil Štajersko, Koroško, Kranjsko ter posesti blizu Jadrana, in se obvezal, da bo skrbel za brata Ernesta; Leopold IV. je dobil Tirolsko in Prednjo Avstrijo in se obvezal, da bo skrbel za najmlajšega brata, Friderika IV.
Poraz proti Turkom pri Nikopolju istega leta je vzpodbudil k sklicu deželnih stanov. Njihovo sestajanje je odtlej postalo stalno. Stanovi (plemiči, prelati, meščani in kasneje na Tirolskem tudi kmetje) so dobil pravico soodločanja v vprašanjih davkov, vojaške službe, ob pogodbah, ki so jih zadevale, in pri vzdrževanju miru v kriznih časih. Kasneje se je pokazalo, da so morali posredovati tudi ob sporih med brati.
Leta 1406 je Viljem umrl in preostali bratje so si ozemlje ponovno delili: Leopold IV. je dobil Koroško in Kranjsko, Ernest Železni Štajersko in Friderik IV., ki sta ga brata sprva hotela izločiti, Tirolsko in Prednjo Avstrijo. Spori med Leopoldom IV. in Ernestom pa so se še kar nadaljevali, kljub poskusom stanov in kralja Sigismunda, da bi jih zgladili. Spori so razdelili tudi prebivalstvo, bogatejši sloji so potegnili z Ernestom, manj bogati z Leopoldom. 24. aprila 1411 se je po odločitvi deželnih stanov iz leta 1406 končalo skrbništvo leopoldinskih bratov nad Albertom V. Istega leta je umrl tudi Leopold IV. Tedaj je Albert V. aktivno zavladal v Zgornji in Spodnji Avstriji, Ernest v Notranji Avstriji (kot so se začele skupaj imenovati Štajerska, Koroška, Kranjska in posesti blizu Jadrana) in Friderik IV. V Prednji Avstriji in na Tirolskem.
Na zelo težke razmere je v svoji deželi naletel Friderik IV. Upori kmetov na Tirolskem so se kar vrstili in Friderika je tedaj rešila le vojska švabskih vitezov. V miru, sklenjenem leta 1408, je kmetom pisno zagotovil, da jim ni treba popraviti porušenih plemiških gradov. Samovolja močnih plemičev mu je povzročala največ težav. Nespametno se je zapletel s cesarjem Sigismundom, ko je, ne da bi poznal politični položaj, marca 1415 omogočil protipapežu Janezu XXIII. beg s koncila v Konstanci (kjer naj bi kot papež odstopil); s tem si je nakopal cesarjevo izključitev iz pravnega reda (Reichsacht). Njegovo ranljivost je takoj izkoristila Švicarska konfederacija in zavzela nekaj Friderikovega ozemlja. Friderik je skušal konflikt s cesarjem zgladiti; vrnil se je v Konstanco, a cesar ga je dal zapreti. Po pustolovskem pobegu je našel skupni jezik z meščani in kmeti in skupaj so počasi, do leta 1426, spet obnovili vojvodsko oblast. Meščani in kmetje so dobili politične pravice, kmetje so bili sprejeti med deželne stanove in s tem v deželni zbor. Friderikova oblast se je znatno povečala, ko je po smrti Ernesta Železnega (1424) dobil skrbstvo nad njegovima sinovoma Friderikom V. in Albertom VI. in s tem bistven vpliv na vladanje v deželah Notranje Avstrije.
Leta 1439, ko je na Madžarskem umrl kralj Albert II. iz albertinske veje, je umrl tudi Friderik IV. Starosta habsburške rodbine je postal štiriindvajsetletni Friderik V., prvi sin notranjeavstrijskega vojvode Ernesta Železnega. Zaupano mu je bilo skrbništvo sinov obeh umrlih sorodnikov, pravkar rojenega Ladislava Posthumnega, naslednika v obdonavski Avstriji in po očetu pretendenta za češki in madžarski prestol ter Sigismunda, sina Friderika IV. in dediča na Tirolskem in v Prednji Avstriji.

### Čas cesarja Friderika III.
V času dolgega vladanja vojvode Friderika V. (1424/1439-93), polnem preobratov in zmešnjav, se je zgodilo skoraj nepredstavljivo: razdrobljena avstrijska vladavina je zrasla v zametek močne habsburške monarhije. Habsburžan je bil v letih 1440-86 nemški kralj in v letih 1452-93 cesar Svetega rimskega cesarstva, Friderik III.
Madžarsko plemstvo ni želelo imeti na prestolu nemškega dojenčka in je za kralja izvolilo mladega poljskega kralja Vladislava III. (kot madžarski kralj ima številko I.), ki pa je že leta 1444 padel pri Varni v bitki proti Turkom. Tedaj so bili Madžari pripravljeni priznati za kralja Ladislava Posthumnega, a ga Friderik, ki je bil leta 1440 izvoljen za nemškega kralja, ni hotel izročiti. Madžarski deželni zbor je tako leta 1446 izvolil za državnega upravitelja transilvanskega plemiča  Jánosa Hunyadija. Ta je takoj napadel Avstrijo in oplenil nekaj pokrajin.
Podobno so se odvijali dogodki na Češkem. Tam je postal državni upravitelj utrakvist Jurij Kunstadtski in Podjebradski. Tudi Čehom Friderik ni hotel izročiti Ladislava Posthumnega, kakor tudi ne albertinskim spodnjeavstrijskim stanovom.
Med tem ko je imel doma Friderik zadeve popolnoma neurejene, je leta 1444 skušal še enkrat uveljavljati avstrijsko politiko proti Švicarjem. Izkoristil je spor med Zürichom in ostalimi kantoni in je, tajno povezan s francoskim kraljem, leta 1444 poslal v Porenje svoje najemnike. Zagrizen odpor Švicarjev in Alzačanov je prisilil njegovo vojsko k umiku. S to potezo si je za dolgo zapravil simpatije v cesarstvu. Tirolci pa so izkoristili priložnost in izsilili osvoboditev (1446) svojega vojvode Sigismunda (1439/46-90,†1496), ki ga je Friderik zadrževal še po tem, ko je že dosegel polnoletnost.
Istočasno so severno od Donave češke, madžarske in domače tolpe ropale deželo, ne da bi se kralj zganil. Olajšanje je leta 1450 prinesel vojaški pohod celjskega grofa Ulrika II. na Moravsko polje. Koncem leta 1451 se je kralj odpravil na pot v Rim in iz previdnosti vzel Ladislava s seboj. Marca 1452 je bil kronan za cesarja (zadnje kronanje izpeljano v Rimu). Njegovi madžarski, češki in avstrijski nasprotniki so med tem sklenili zvezo, ga na povratku iz Rima obkolili v Dunajskem Novem mestu in septembra 1452 izsilili izpustitev Ladislava. Trinajstletnega dečka so v Pragi kronali za kralja. Med političnimi silami, ki so se potegovale za njegovo skrbništvo, je bil najmočnejši Ulrik II. Celjski (brataranec Ladislavove matere Elizabete), ki je potem vodil politiko mladega kralja do svoje smrti v Beogradu leta 1456. Novembra 1457 pa je v Pragi umrl tudi Ladislav. Na Češkem je zavladal Jurij Podjebradski, na Madžarskem pa si je z večinsko podporo plemstva zagotovil oblast Matija Hunyadi, imenovan tudi Matija Korvin; avstrijski plemiči, ki so imeli posesti na Madžarskem, so na vzporednih volitvah za madžarskega kralja izvolili Friderika III.
Po smrti Ludvika Posthumnega je Friderik III. zase zahteval albertinske posesti. Tirolski vojvoda Sigismund se je zadovoljil z odpravnino, medtem ko je prišlo med cesarjem in njegovim mlajšim bratom Albertom VI. do spora, ki je v naslednjih letih 1458-63 zelo prizadel deželo. Najprej si je Friderik uspel po dolgem prepiru z grofom Ivanom Goriškim prisvojiti fevde izumrlih Celjskih grofov. Poraženi grof je z mirom v Požarnici (Pusarnitz) pri Spittalu (1460) moral odstopiti Frideriku tudi svoje raztresene koroške posesti vzhodno od Lienške soteske.
Albertinsko obdonavsko ozemlje sta si brata razdelila: Friderik je dobil Spodnjo in Ludvik Zgornjo Avstrijo. Na Friderikovem delu so pustošile bande najemnikov, ki jih Friderik ni mogel plačati. Težavo je reševal s tiskanjem denarja, dokler ljudje zaradi inflacije denarja niso nehali sprejemati. Najemniški poveljniki so krojili pravico po svoje. Ker Friderik ni imel moči, da bi uredil razmere, je prebivalstvo leta 1461 z naklonjenostjo spremljalo Ludvikovo početje, ko je z vojsko zavzel bratovo ozemlje. Tedaj je cesarja rešil iz izolacije na dunajskem gradu kranjski baron in vojskovodja Andrej Baumkircher (ki se je na strani cesarja izkazal že leta 1452). A tudi Ludvik VI. ni izpolnil pričakovanj prebivalstva. Razmere so se umirile šele po Ludvikovi nepričakovani smrti koncem leta 1463.
Friderik III. je leta 1461 ustanovil ljubljansko škofijo. Leta 1463 je z mladim madžarskim kraljem sklenil pogodbo o medsebojnem dedovanju v primeru izumrtja ene od rodbin. Dogovorjeno je bilo tudi, da bo ozemlja avstrijskih državljanov na madžarski strani reke Leithe upravljal spodnjeavstrijski urad. Papež Pavel II. mu je, ob njegovem drugem potovanju v Rim (1468), dovolil ustanoviti škofiji na Dunaju in v Dunajskem Novem mestu.
Novo vznemirjenje je povzročil upor Andreja Baumkircherja, ki se je čutil za svoje vojaške usluge cesarju ne dovolj poplačanega; povezal se je z Matijo Korvinom in zavzel kar nekaj štajerskih mest (1469, 1470). Ko je s posredovanjem notranjeavstrijskih stanov prišel na pogovore v Graz, ga je dal cesar skupaj z njegovim zaveznikom Andreasom Greiseneckerjem prijeti in brez sojenja usmrtiti (1471). Istega leta je cesar kupil jadransko pristanišče Reko.
V 1470-tih so Turki, ki so se usidrali v Bosni, začeli močneje ogrožati predvsem notranjeavstrijske dežele. Po Kranjski in Koroški so pustošili v letih 1473, 1476, 1478, 1480, 1483. Leta 1476 so se jim poskusili kmetje, nejevoljni nad plemstvom, ki se je poskrilo za zidovi svojih gradov, pri Kokovu (italijansko Coccau) v Kanalski dolini organizirano upreti, a jim niso bili kos.

### Razširitev v monarhijo evropskih razsežnosti
V 1470-tih letih so se Frideriku III. odprle tudi nove, nepričakovane perspektive.
Cesarjev bratranec Sigismund, vojvoda v Prednji Avstriji in na Tirolskem, je v svojem novem sosedu, burgundskem vojvodi Karlu Drznem, našel zaveznika proti Švicarski konfederaciji (1469). Oba sta bila zainteresirana tudi za medsebojno rodbinsko povezavo, za poroko Karlove hčerke in edine dedinje Marije s cesarjevim sinom Maksimilijanom. Čeprav sta se Karel in Sigismund politično kmalu razšla in postala v burgundskih vojnah (1474-77) nasprotnika, in je bilo tudi srečanje Karla Drznega in cesarja v Trieru jeseni 1473 polomija, pa je do poroke avgusta 1477, že po Karlovi smrti, vendarle prišlo. Maksimilijan je postal ob svoji ženi Mariji Burgundski vladar bogatih flandrijskih in nizozemskih posesti; podedoval pa je tudi francosko-burgundski spor, ki ga je zaposloval še naslednje poldrugo desetletje.
Na vzhodu cesarstva je samozavestni madžarski kralj Matija Korvin, ki ga je smrt češkega kralja Jurija Podjebradskega (1471) rešila enakovrednega nasprotnika, skušal doseči češko krono. Ko mu to proti Vladislavu II. iz rodbine Jageloncev ni uspelo in je cesar priznal novega češkega kralja, je bilo to Korvinu zadosten razlog za vojaško akcijo tudi proti Avstriji in za izsiljevanje cesarja. Nov povod za napad na Avstrijo je dala leta 1485 nespretna cesarjeva politična poteza, ko je hotel za salzburškega nadškofa imenovati pribeglega nekdanjega nadškofa iz Esztergoma. Tedaj je Korvin zasedel mnoga avstrijska mesta, leta 1485 po dolgem obleganju tudi Dunaj, kamor je prenesel svojo rezidenco, in leta 1487 Dunajsko Novo mesto; cesarjeva posadka se je obdržala samo v Kremsu. Maksimilijan I., leta 1486 izvoljen za rimsko-nemškega kralja in vojaško zaposlen v konfliktih s Francijo in na Tirolskem, je že razmišljal o prepustitvi Spodnje Avstrije madžarskemu kralju, kar pa je cesar preprečil. Rešitev je prinesla nepričakovana smrt Matije Korvina aprila 1490. Zapustil je le nezakonskega sina, ki ni bil priznan za prestolonaslednika. Maksimilijan je brez težav ponovno osvojil izgubljeno ozemlje in tudi mnoga zahodnomadžarska mesta. Potem pa so se njegovi najemniki uprli, ker jih ni mogel dovolj dobro plačevati, in se je moral vrniti. Nove težave s Francozi so ga prisilile, da se je z mirom v Bratislavi (1491) odrekel zahtevi po Štefanovi kroni tudi za pogajalsko mizo; to pravico si je zagotovil za primer, da ostane rod Vladislava II. brez moškega naslednika.
Leta 1493 je v Linzu umrl Friderik III. Zgodovinarji ga navadno ocenjujejo manj ugodno; a preživel je vse nasprotne igralce in z vztrajnostjo in trdovratnostjo nazadnje uresničil moto, v katerega je verjel in ki ga je imel navado dodajati k svojemu podpisu, vsebovan v črkah A.E.I.O.U., Austriae est imperare orbi universo.
Avstrijski vojvode so se od leta 1453, ko so volilni knezi potrdili listino privilegium maius, lahko naslavljali kot nadvojvode. Z nastopom kraljevega in cesarskega položaja v letih 1440 in 1452, zlasti pa še s prevzemom burgundskih ozemelj, se je težišče njihovega zanimanja in aktivnosti odmaknilo od vojvodine Avstrije. Maksimilijanov vnuk cesar Karel V. je habsburško vladavino razširil še s špansko dediščino, ki je segala tudi v prekomorske dežele. Leta 1526 jo je razdelil na španski in nemški del. Odtlej je zgodovina avstrijskih dežel in vojvodine Avstrije del zgodovine Habsburške ali Avstrijske monarhije.